# 천주교정의구현전국사제단
천주교정의구현전국사제단(天主敎正義具現全國司祭團, Catholic Priests' Association for Justice, CPAJ)은 한국의 로마 가톨릭교회 일부사제들로 구성된 사설단체이다. 한국 천주교회 내의 비인가 단체로 한국 천주교회의 공식적인 입장을 대변하지 않는다.
1974년 천주교 원주교구의 교구장이었던 지학순 주교가 전국민주청년학생총연맹 사건(민청학련 사건)으로 구속되자, 이를 계기로 결성됐다. 이후 1970년대와 1980년대 대한민국의 군부 독재하에서 유신헌법반대운동, 긴급조치 무효화 운동, 민주헌정 회복요구, 광주 민주화 운동 등의 반 군사독재운동을 벌였고, 가난한 이들의 생존권 확보 운동을 지속적으로 전개했다. 1987년 6월 항쟁 당시, 서울대학교 학생이던 박종철 고문치사 사건을 폭로하여 6월 항쟁의 계기를 마련했다.
이후, 사제단 신부님들은 사회가 아파하는 곳에서  활동하여 왔다.  제주 해군기지 건설, 한미 자유 무역 협정의 사회적 이슈에 대해 입장을 표명 하였고, 2013년에는 정의구현사제단 소속인 박창신 신부가 2010년에 있었던 연평도 포격에 대해 조선민주주의인민공화국의 입장을 두둔하는 발언을 하기도 하였다. 2014년부터 쌍용차 사태 해결을 위한 미사를 진행하였다.
사제단 신부님들은 사회약자의 편에서, 공권력 앞에 힘없는 이들의 목소리가 되고자 기도한다.

## 주요 활동

### 제13대 대통령선거무효확인 소송
1988년 1월 18일 사제단 대표 김승훈 신부와 천주교공정선거감시단장 오태순은 윤일영 중앙선거관리위원장을 상대로 13대 대선에 대해 "지난해 12월 16일의 대통령선거에서 선거부정이 당선에 영향을 미쳤다."며 대통령선거무효확인소송을 대법원에 제출했다. 이후 대법원은 "대통령선거 결과에 영향을 끼칠만한 부정이 있었다고 볼 증거가 없다."며 원고 청구를 기각했다.

### KAL기 폭파사건조작 의혹제기
2001년 11월 23일 정의구현 사제단은 천주교인권위원회와 공동으로 기자회견을 갖고 "대한항공 858편 폭파 사건 관련 7대 의혹"을 제기했다. 12월 26일에는 통일연대의 제안으로 다수의 시민단체들과 함께 "(가칭)김현희 KAL기사건 진상규명 시민대책위원회"(이후 KAL858기 사건진상규명 시민대책위원회로 변경)를 결성했다.
이후 조선민주주의인민공화국의 고위 외교관인 리근(李根) 미국 국장은 비공식 석상에서 "우리는 KAL기 사건 이후 한번도 테러한 적이 없다"는 발언을 하여, 858편 폭파 사건을 일으켰음을 간접 시인한 바 있다. 국가정보원 과거사건 진실규명을 통한 발전위원회는 사건을 재조사하고 2006년 8월과 2007년 10월 두 차례에 걸쳐 이 사건에 대해 "조작이 아니다"는 결론을 내렸다.

### 국가보안법 반대
김수환 추기경은 2004년 9월 13일 한나라당 박근혜 대표를 면담한 자리에서 "북한을 아직 믿을 수 없다"며 "국가보안법을 폐기할 필요가 있다고 생각하지 않는다"고 밝혔다. 김수환 추기경이 국보법 문제에 대해 공식적으로 언급한 것은 그때가 처음인 것으로 알려졌다. 김수환 추기경은 "젊은 신부들이 국보법 폐지에 힘이 돼달라고 할 때 폐지는 시기상조라고 말했고, 명단에 고문으로 넣겠다고 했을 때 빼라고 했는데 의지와는 달리 그대로 뒀다"고 말했다는 게 한나라당 참석자들의 전언이다.
이에 정의구현사제단 백남해, 호인수 신부는 국가보안법 폐지에 반대하는 입장을 밝힌 김수환 추기경의 모습이 이중적이라며 반박하고 국보법 폐지 의사를 밝혔다.

### 2007년 삼성 비자금 폭로
2007년 10월, 사제단은 김용철과 함께 삼성의 비자금 조성 의혹을 폭로했다. 천주교 신자들은 물론 같이 활동했던 운동가와 정부 고위 관료들까지 나서서 폭로를 만류했으나 사제단은 이를 무릅쓰고 발표를 강행하였다. 사제단 대표를 맡고 있는 전종훈 신부는 "20년 전 독재 정권에 맞섰던 사제단이 이제는 경제 민주주의와 경제 정의를 위해 나섰다. ‘자본 독재’에 맞서기 위함이다" 라고 말했다.

### 4대강 사업 비판
한국 천주교 주교단은 2010년 3월 12일 춘계 정기총회를 열고 4대강 사업과 관련하여 "자연 환경에 치명적인 손상을 입힐 것으로 심각하게 우려한다."는 성명서를 발표했다. 반면 12월 8일 정진석 추기경은 "주교단이 4대강 사업이 자연을 파괴하고 난개발의 위험을 보인다고 했지 반대한다는 소리는 안했다." 며 주교회의와 배치되는 발언을 했다.
이에 대해 정의구현사제단은 "정 추기경의 발언이 주교회의의 결정을 함부로 왜곡했다."고 반박하는 성명서를 발표했다.
이후 서울대교구 홍보국장 허영엽 신부는 추기경의 발언 진의에 대해 해명하며, "당시 성명에 ‘반대’나 ‘중지’등의 표현이 없었는데 적극적으로 해석하는 분들은 반대라고 해석해 일선 본당에선 주교들이 정해줘서 반대가 의무라고 하고, 본당 신자들은 주교회의의 결정을 거스르면 죄가 된다는 혼란을 겪는다는 얘기를 듣고 이들의 양심에 평화를 줘야한다는 사목적 목적에 따라 하신 말씀"이라고 밝혔다.
이에 정의구현사제단 소속 김병상, 문정현, 송기인, 함세웅 신부 등 25명은 12월 13일 기자회견을 열고 정진석 추기경의 4대강 관련 발언을 비판하며, 서울대교구 교구장직에서 물러날 것을 요구했다.

### 부정선거규탄 시국미사
2013년 11월 22일 정의구현사제단은 군산 수송동성당에서 박근혜 대통령의 퇴진을 위한 시국미사를 집전했다. 정의구현사제단의 시국미사는 한국천주교주교회의 정의평화위원회의 시국미사와 관련된 것으로, 그에 앞서 7월 25일 부산교구 사제들을 시작으로 전국 각 교구의 사제·수도자 2165명이 연이어 시국선언을 한 바 있다.
정의구현사제단의 시국미사는 타종교의 시국선언 및 박근혜 대통령 퇴진 운동에 영향을 주었다. 교회개혁실천연대, 전국목회자정의평화실천협의회, 한국기독학생회총연맹 등 개신교 30개 단체가 참여한 '국가정보원 선거 개입 기독교 공동 대책위원회'는 11월 27일 한국기독교회관 앞에서 기자회견을 열고 "대통령 선거는 부정선거임을 천명하며, 현 대통령의 퇴진을 요구한다"고 밝혔으며, 11월 28일에는 실천불교전국승가회 등 대한불교조계종 소속 승려 1천여명이 시국선언을 하였고, 11월 29일에는 원불교 사회개벽교무단 소속 교무 30여명이 시국선언을 하였다. 11월 28일 개신교 정의평화기독인연대와 4개 향린교회(향린, 들꽃향린, 섬돌향린, 강남향린), 성문밖 교회, 새민족 교회의 평신도 160명이 정의구현사제단의 시국 선언을 적극 지지한다는 성명을 발표하기도 했다.
한편 본 시국미사 중의 발언과 관련하여 논란이 일기도 했다. 박근혜 대통령은 사회적 혼란을 야기하는 활동이라고 비난하였으며, 새누리당 대변인은 종북활동이라고 비난하였다. 또 종교계 및 일부 시민들의 반발도 발생하였다.

## 논란과 비판

### 연평도 포격관련 발언 논란
2013년 11월 22일에 정의구현사제단 전주교구는 군산 수송동성당에서 박근혜의 대통령직 사퇴를 촉구하는 시국미사를 집전했다. 이때 미사를 집전한 박창신 신부가 조선민주주의인민공화국이 2010년 연평도를 포격한 것을 정당화 하는듯한 발언을 하였다고 알려지면서 논란이 됐다. 당시 박창신 신부는 미사 강론에서 " 그러면 NLL(북방한계선), 문제 있는 땅에서 한미군사운동을 계속 하면 북한에서 어떻게 하겠어요? (청중이 "쏘아요!"라고 대답하자) 쏴야지. 그것이 연평도 포격 사건이에요. 그래놓고 북한을 적으로 만들어가지고 지금까지 이 난리를 치르고 선거에 이용하고 한 겁니다."라고 발언해 논란을 불러일으켰다.
박창신 신부의 '연평도 포격 옹호 발언'에 대해 서울대교구장인 염수정 추기경은 12월 29일 미사 중에 "그리스도인의 정치참여는 일종의 의무지만, 사제가 직접 정치에 개입하는 것은 잘못된 일”이라고 간접적으로 비판했다. 박근혜 대통령은 "분열과 혼란을 야기하는 일들을 용납하거나 묵과하지 않겠다"고 경고했으며, 새누리당 윤상현 의원은 시국미사가 종북신앙이라며 사제단의 발언을 비난했다.
반면 민주당 문재인 의원은 새누리당과 박근혜 대통령의 발언에 대해 "새누리당과 청와대의 종북몰이가 도를 넘었다"며 강도높게 비판했다. 한국기독교교회협의회 정의평화위원회는 2013년 12월 7일에 '인권선언문' 발표를 통해 '종북' 논란에 대해 "현 정부가 자신들과 의견을 달리하는 국민을 대상으로 무분별하게 진행하고 있는 종북 몰이는 분명히 사상의 자유를 침해한 것으로써 깊이 우려하지 않을 수 없습니다." 라고 했다.
이와 관련하여 정의구현사제단은 대통령, 각료, 여당이 강론의 취지를 왜곡하고 이념의 굴레를 뒤짚어씌움으로써 한국 천주교회를 심히 모독하였다고 비판했으며, 특히 종북논란에 대해서는 "뒤가 구린 권력마다 지겹도록 반복해온 위기대응 방식"이라고 반박하였다. 아울러 정의구현사제단은 전주교구 사제단의 요구를 존중하며, 박근혜 대통령 사퇴성명이 사제단의 입장임을 공식적으로 선포하였다. 사제단 대표신부인 나승구는 종북 논란에 대해 '보수언론에서 사제단에게 색깔을 뒤집어씌우고 몰아붙인 일이 이번이 처음도 아니고 여러 번 겪어 익숙한 상황'이라며 일일이 대응하지 않겠다고 밝혔다. 로마 가톨릭 해외선교 담당기구(PIME)의 공식 언론사 아시아뉴스는 "한국 정부가 민주화 운동 신부를 국가의 '적'으로 몰았다"고 보도했다.

### 기타
- 이명박 정부 시절, 미국산 소 수입 금지를 위한 촛불집회에 참가해 시국미사를 열기도 했으며, 4대강 사업 반대 등의 활동을 벌이면서 친정부성향의 언론과 단체들의 비판을 받기도 했다.[39][40] 반면 진보성향의 언론, 단체들은 사제단의 이런 행동이 국민과 함께하는 모습이라며 지지하고 있다.[41]
- 사제단의 사회 참여 활동은 내부적으로 교회의 사회현실 참여가 적절한가를 두고 논란의 대상이 되고 있다.[42] 가톨릭뉴라이트모임인 나라사랑기도회는 이들을 천주교계에서 추방해야 한다고 주장하기도 했다.[43][44]
- 정의구현사제단 구성원의 정치성향과 관련한 문제가 꾸준히 제기되고 있다.[45] 사제단 소속 문규현 신부는 1989년 6월 6일 천주교정의구현전국사제단 남북동시 통일염원 미사의 일환으로 1차 방북해 평양 장충성당에서 미사를 봉헌하고 돌아왔다가, 불법으로 북한에 입북해 평양청년학생축전에 참가한 임수경을 판문점을 통해 귀환하는 데 동행하기 위해 그 해 7월 25일 재차 방북했다. 그는 임수경과 함께 8월 15일 판문점을 통해 귀환했고, 이로 인해 국가보안법 위반으로 징역 5년, 자격정지 5년을 선고받았다.[46] 1998년 8월에는 천주교정의구현전국사제단 대표단과 함께 방북, 평양통일대축전에 참가해서 김일성의 시신이 안치된 금수산기념궁전 방명록에 ‘김 주석의 영생을 빈다’는 글을 남겼으며[47]  이 때문에 반국가단체 고무 찬양 혐의로 2차로 구속 기소됐으나 무죄 판결을 받았다.
- 영화 《도마 안중근》개봉 당시 해당 단체 소속 함세웅 신부가 영화 자문에 참여했는데[48] 《도마 안중근》은   8.15 광복 59주년 - 해당 단체 창립 30주년 기념 영화란[49] 이름으로 홍보했으나 허술한 연출-장면들[50]로 관객들한테 외면당해 흥행에 실패했고 안중근을 《영웅본색》의 주윤발 또는 서부영화에 나올 총잡이처럼 묘사한[51] 역사왜곡물이란 지적이 있었는데 자문 역의 해당 단체 신부들이 더욱 종용해 혹독한 평가를 받았으며 이 과정에서 2004년 최악의 한국영화 불명예를[52] 안았다.

## 사회운동
- 민족의 평화통일과 국가보안법 폐지운동
- 생명 평화 운동 - 새만금 갯벌 살리기 운동
- 북녁동포 돕기운동
- 반전 평화 운동 - 주한미군 주둔군 지위협정(SOFA) 개정과 반전평화 운동

## 주요 연혁
- 1974년 9월 23일 천주교정의구현전국사제단 결성
- 1974년 9월 26일 제1시국선언
- 1974년 11월 6일 인권회복을 위한 기도회, 제2시국선언
- 1975년 1월 9일 '인권과 민주회복을 위한 기도회'
- 1975년 2월 6일 인권회복을 위한 기도회에서 민주회복을 요구하는 제3시국선언
- 1975년 5월 1일 김지하 시인이 사제단에 보낸 편지를 통해 자신을 공산주의자로 몰지 말라는 「양심선언」발표
- 1976년 3월 1일 윤보선 김대중 함석헌 함세웅 신부 등 민주구국선언
- 1980년 5월 30일 '5·18 광주 민주화 운동에 대한 진상' 발표
- 1982년 6월 14일 '현 시국에 대한 우리의 견해' 발표 - 정권퇴진 촉구
- 1987년 5월 17일 서울대생 박종철 군 고문치사사건 폭로
- 1989년 8월 15일 문규현 신부와 임수경 양 판문점 통해 귀환, 현장에서 분리 연행됨
  - 1994년 10월 16일 평화통일기원미사(비무장지대 도라산 전망대)
  - 1999년 9월 7일 국가보안법 폐지를 위한 서울 명동성당 삭발 단식기도
- 2000년 7월 11일 민족의 화해와 통일을 위한 금강산 통일기행
- 2002년 3월 18일 김동신 국방부 장관의 FX사업 발표에 대한 사제단의 입장 발표
- 2002년 4월 9일 새만금 갯벌 살리기 범종교인 기도회
- 2002년 11월 4일 한반도 평화실현·불평등한 소파 개정·미군장갑차 희생 여중생 사건 해결 촉구 시국기도회
- 2003년 3월 28일 새만금 갯벌과 생명평화를 염원하는 삼보일배(대표 문규현 신부) 65일간의여정
- 2003년 11월 3일 김현희 KAL858기 사건 진상규명을 위한 천주교 신부 115인 선언
- 2004년 6월 28일 故 김선일 씨 추모 및 파병철회 촉구 미사 봉헌「사람을 죽이지 말라!」 성명
  - 2004년 11월 18일 국가보안법 완전 폐지를 위한 시국미사와 단식기도
- 2005년 2월 28일 평택 미군기지 확장 반대를 위한 반전평화 미사
- 2005년 12월 10일 강기훈 유서대필 조작사건 진상규명 촉구를 위한 10만인 선언
- 2006년 12월 1일 한미FTA 중단 촉구를 위한 시국미사
- 2007년 10월 29일 김용철과 함께 삼성 그룹의 비자금 조성 의혹 사건을 폭로했다.[53]
- 2008년 6월 30일 2008년 미국소 수입 논란 당시 서울시청 앞 광장에서 집회를 갖고 국민존엄을 선언했다. 천주교정의구현전국사제단은 국가권력의 회개를 촉구하는 비상 시국회의 및 미사를 개최하고 `미국산 쇠고기 재협상'을 강력히 촉구했다.
- 2009년 2월 2일 용산참극과 희생자들을 기억하는 시국미사 봉헌, '재앙과 파국의 대한민국' 시국선언
- 2010년 1월 6일 용산참사 희생자들을 위한 284일째 마지막 추모미사, '또 다른 용산참사는 안 된다'시국선언
- 2013년 4월 8일 ‘쌍용자동차 문제의 조속한 해결과 이 땅의 해고자들을 위한 미사’ 시작 (~11월 18일)
- 2014년 3월 10일 ‘쌍용자동차 문제의 조속한 해결과 이 땅의 해고자들을 위한 미사’ 재개
- 2023년 3월 20일 윤석열 대통령 퇴진을 위한 시국 미사 매주 진행중

## 같이 보기
| - 한국의 로마 가톨릭교회 - 천주교정의구현전국연합 - 한국기독교교회협의회 - 전국목회자정의평화실천협의회 - 실천불교전국승가회 - 사회개벽교무단(사회개혁교무단) - 김수환 추기경 - 정진석 추기경 - 김병상 신부 - 김승훈 - 전국민주청년학생총연맹 사건 (민청학련 사건) | - 지학순 주교 - 함세웅 신부 - 백남해 신부 - 박창신 신부 - 송기인 신부 - 호인수 신부 - 장동훈 신부 - 대한항공 858편 폭파 사건 - 제주 해군기지 - 박종철 - 6월 항쟁 | - 연평도 포격 - 북방한계선 - 좌파민족주의 - 제13차 세계청년학생축전 - 문규현 신부 - 문정현 신부 - 임수경 - 평양 세계청년학생축전 참가 - 손석춘 - 한상봉 |